# مورفاوات
المورفاوات (الاسم العلمي: Morphinae) هي أسرة من الحشرات تتبع فصيلة الحورائيات من الرتبة حرشفيات الأجنحة.

## قبائل المورفاوات
- المورفاوية